# Trânsito de Vênus de 1882
O trânsito de Vênus de 1882 em 6 de dezembro de 1882 (13h57 às 20h15 UTC), foi o segundo e último trânsito de Vênus do século XIX, sendo o primeiro tendo ocorrido oito anos antes em 1874. Muitas expedições foram enviadas pelas potências europeias para descrever ambos os episódios, oito apenas pelo Congresso dos Estados Unidos. 

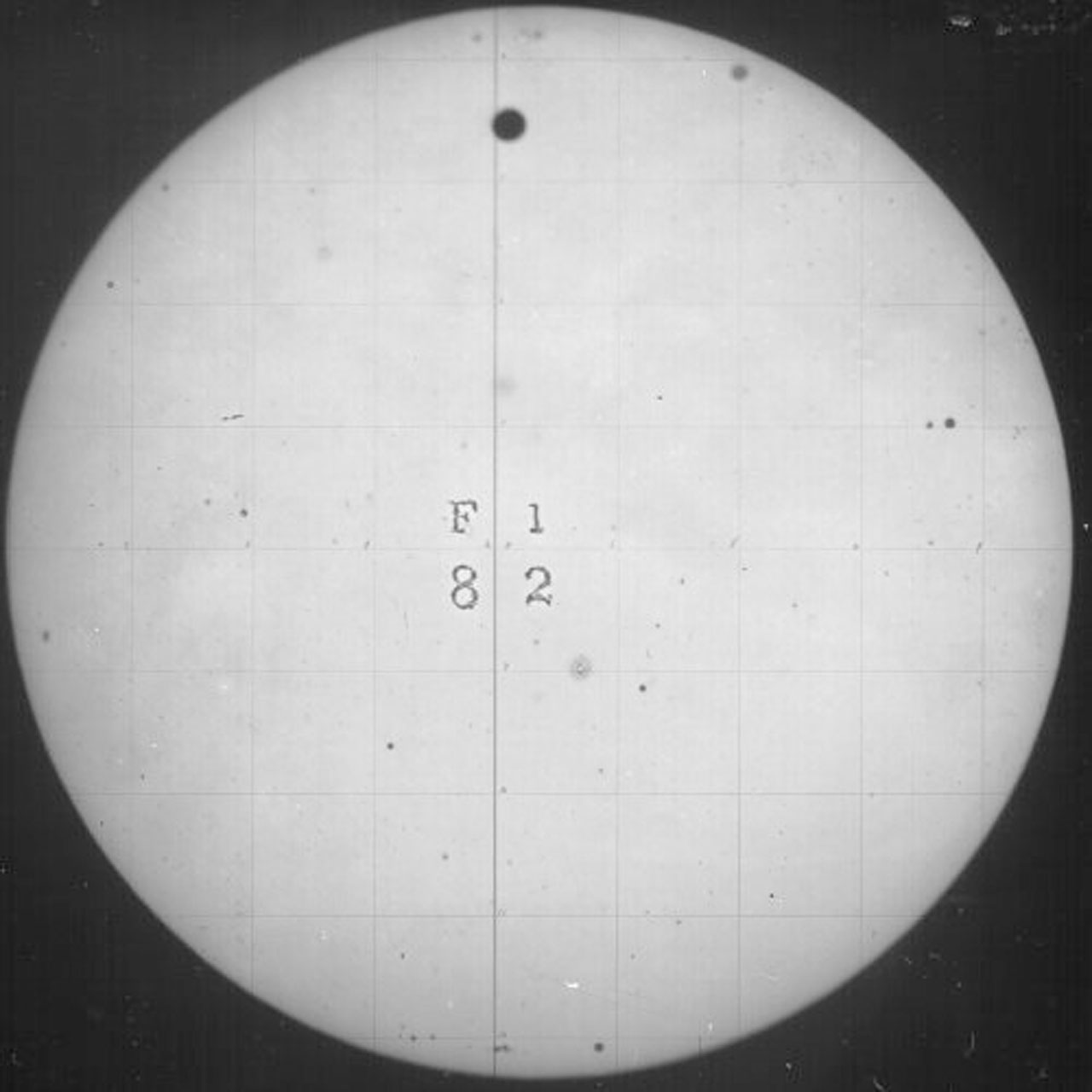
O trânsito de Vênus de 1882

Edward James Stone organizou as expedições britânicas. Stephen Joseph Perry e o Comandante Pelham Aldrich, como capitão do HMS Fawn, observaram o trânsito de um observatório improvisado numa tenda em Madagascar.
Jean-Charles Houzeau inventou em 1871 um heliômetro com distâncias focais desiguais. Para a observação do trânsito ele organizou duas expedições: uma para San Antonio, Texas, e outra para Santiago do Chile. As duas expedições tinham cada uma uma cópia idêntica do heliômetro de Houzeau.

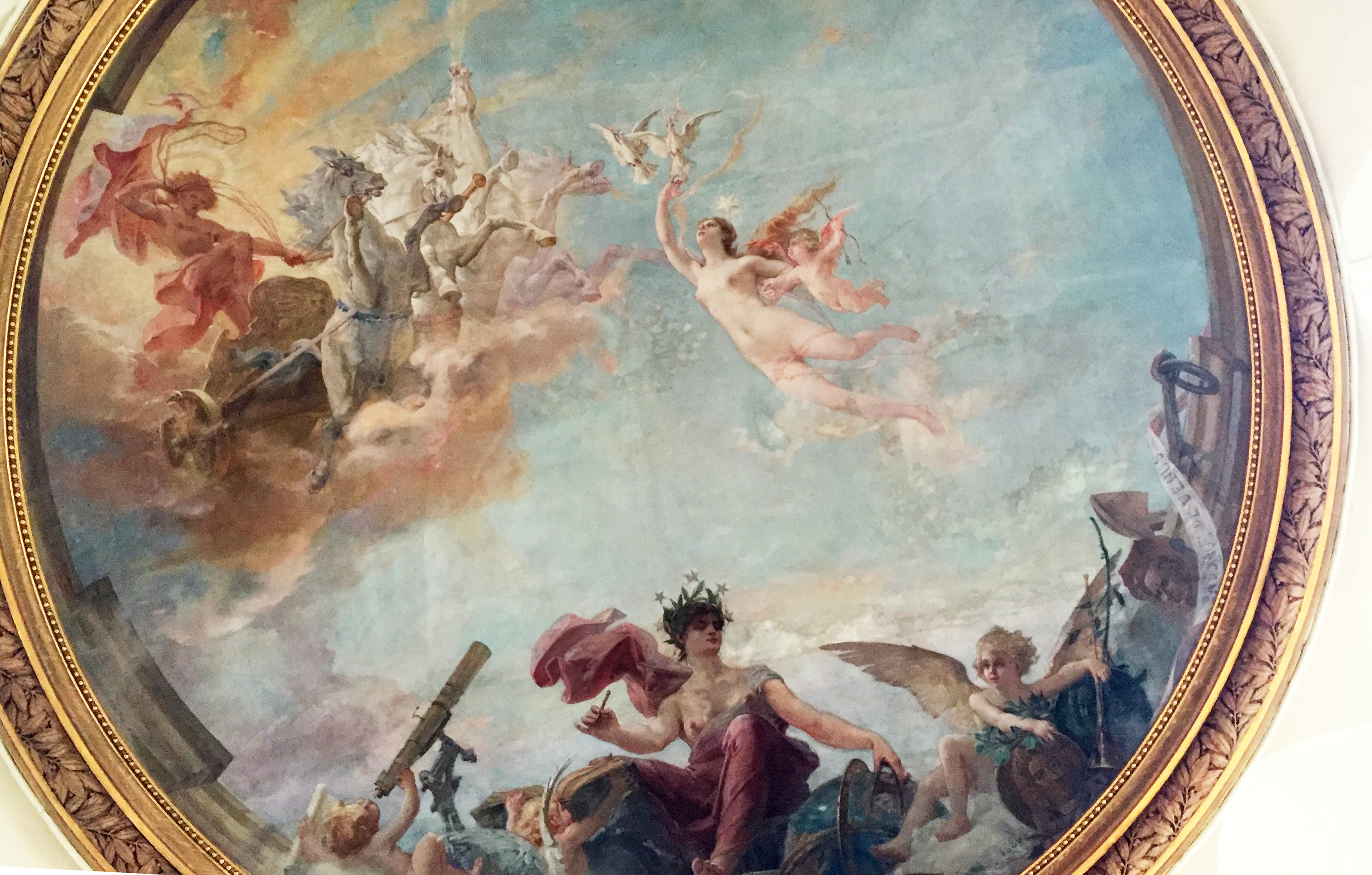
Uma ilustração do trânsito de Vênus de 1882. Mural do teto no Observatório de Paris.

A Academia Francesa de Ciências organizou dez expedições para vários locais, incluindo Flórida, México, Haiti, Martinica, e Cabo Horn. Para observações do trânsito pelas expedições francesas, para o ano de 1883 a Academia Francesa de Ciências concedeu nove Prêmios Lalande a cientistas, incluindo Jean Jacques Anatole Bouquet de La Grye (líder da expedição para Puebla, México), Octave de Bernardières (líder da expedição para San Bernardo, Chile), e o oficial naval Georges-Ernest Fleuriais (líder da expedição para a costa da província Santa Cruz na Patagônia).
O trânsito foi observado do Reino Unido por Samuel Cooper em Charminster e Roger Langdon em Silverton, ambos em Devon, e por W F Denning em Bristol. Na Irlanda por R S Ball, W Doberck e J L E Dreyer também o viram.

O evento foi celebrado em música com a Marcha do Trânsito de Vênus de John Philip Sousa.